# Willem Hendrik van Hambroick
Willem Hendrik van Hambroick, heer van Weleveld (Leeuwarden, 19 februari 1744 - 's-Gravenhage, 16 mei 1822) was een Nederlands bestuurder.

## Biografie
Jhr. van Hambroick was lid van het geslacht Van Hambroick en een zoon van de majoor in Statendienst Robert Henric van Hambroick (1708-1789) en de staatsdame van prinses Marie Louise, Amelie Sophie Herbetina von Rhöder (1699-1779). Van 1759 tot 1762 studeerde hij te Franeker maar sloot zijn studie niet af. Van 1767 tot 1777 was hij lid van de vroedschap van IJlst en van 1769 tot 177 was hij er burgemeester. Van 1777 tot 1795 was hij lid van de vroedschap van Leeuwarden, en in de jaren 1778 tot 1795 verschillende malen burgemeester van die stad.
Vanaf 1766 was hij gedeputeerde in de Staten van Friesland, vanaf 1777 wegens Leeuwarden. Vanaf 1772 was hij lid van de Rekenkamer van Friesland, vanaf 1777 ook lid van gedeputeerde staten van dat gewest. In die periode was hij enkele malen gedeputeerde ter Staten-Generaal.
Van 1806 tot 1810 was hij staatsraad i.b.d. bij de sectie financiën, en van 1813 tot 1814 commissaris-generaal van het Departement van de Monden van de IJssel. In 1814 werd hij benoemd tot lid van de Raad van State, en vanaf 1814 was hij lid van de ridderschap (waardoor hij lid van de Nederlandse adel werd) en vanaf 1815 van provinciale staten van Overijssel. Die laatste functies vervulde hij tot aan zijn overlijden in 1822; hij was ongehuwd.